# Melipotis imparallela
Melipotis imparallela là một loài bướm đêm trong họ Erebidae.